# Oluwafemi Ajilore
Oluwafemi Ajilore (Lagos, 18 januari 1985), bijgenaamd Femi, is een Nigeriaans voormalig voetballer.
Femi is in zijn thuisland Nigeria door FC Ebedei opgeleid, waarna hij naar Denemarken vertrok. Hij maakte grote indruk bij FC Midtjylland, waardoor er veel clubs belangstelling voor hem toonden. FC Groningen heeft de speler voor 3,3 miljoen euro overgenomen als opvolger van de in de winterstop naar Ajax vertrokken Rasmus Lindgren. In de zomer van 2011 ging Femi Ajilore weer terug naar Denemarken. Hij werd verhuurd aan Brøndby IF. In het seizoen 2012/13 mocht Femi nog enkele keren invallen bij FC Groningen. Zijn contract werd niet verlengd. Hij keerde terug bij FC Midtjylland waar hij vanwege blessures nauwelijks in actie kwam. In januari 2015 werd zijn contract ontbonden. Hij besloot zijn loopbaan in het seizoen 2015/16 bij Middelfart G&BK.
Hij won met Nigeria een zilveren medaille op de Olympische Zomerspelen 2008 in Peking. Daar moest hij onder andere tegen Nederland spelen. Ajilore speelde zes interlands voor het Nigeriaans voetbalelftal.

## Clubstatistieken
| Seizoen | Club           | Land       | Competitie  | Duels | Goals |
| ------- | -------------- | ---------- | ----------- | ----- | ----- |
| 2004/05 | FC Midtjylland | Denemarken | SAS Ligaen  | 8     | 1     |
| 2005/06 | FC Midtjylland | Denemarken | SAS Ligaen  | 22    | 2     |
| 2006/07 | FC Midtjylland | Denemarken | SAS Ligaen  | 28    | 0     |
| 2007/08 | FC Midtjylland | Denemarken | SAS Ligaen  | 18    | 1     |
| 2008/09 | FC Groningen   | Nederland  | Eredivisie  | 25    | 1     |
| 2009/10 | FC Groningen   | Nederland  | Eredivisie  | 26    | 3     |
| 2010/11 | FC Groningen   | Nederland  | Eredivisie  | 22    | 1     |
| 2011/12 | → Brøndby IF   | Denemarken | SAS Ligaen  | 17    | 0     |
| 2012/13 | FC Groningen   | Nederland  | Eredivisie  | 18    | 0     |
| 2013/14 | FC Midtjylland | Denemarken | Superligaen | 2     | 0     |
| 2014/15 | FC Midtjylland | Denemarken | Superligaen | 0     | 0     |
| Totaal  | Totaal         | Totaal     | Totaal      | 186   | 9     |